# Brigitte Falkenburg
Brigitte Falkenburg (* 4. April 1953 in Nürnberg) ist eine deutsche Philosophin und Physikerin. Von 1997 bis 2019 war sie Professorin für Theoretische Philosophie mit Schwerpunkt Philosophie der Wissenschaft und Technik an der TU Dortmund.

## Akademischer Werdegang
Nach dem Studium der Physik und Philosophie in Erlangen, Berlin, Bielefeld und Heidelberg, mit Diplom in Physik 1978 (TU Berlin), wurde Falkenburg 1985 an der Universität Bielefeld zur Dr. phil. mit einer Arbeit zur Naturphilosophie (Die Form der Materie. Zur Metaphysik der Natur bei Kant und Hegel) und 1986 in Heidelberg zur Dr. rer. nat. mit einer Arbeit zur Teilchenphysik (Bestimmung von Nukleonstrukturfunktionen aus Neutrino-Eisen-Streuung) promoviert.
Von 1989 bis 1993 war Falkenburg wissenschaftliche Mitarbeiterin am philosophischen Seminar der Universität Heidelberg bei Erhard Scheibe, 1992 erfolgte ihre (externe) Habilitation in Konstanz. 1993 bis 1997 war sie Heisenberg-Stipendiatin der DFG und 1994/95 Fellow am Wissenschaftskolleg zu Berlin. Ab Oktober 1997 war sie Professorin für Philosophie an der TU Dortmund. Von 2004 bis 2012 war sie zudem Sprecherin der Arbeitsgruppe Philosophie der Physik (AGPhil) der DPG.
2002 gewann sie den Johann Joachim Becher-Preis für ihre Arbeit „Wem dient die Technik? Eine wissenschaftstheoretische Analyse der Ambivalenzen technischen Fortschritts“. 2012 wurde sie in die Nordrhein-Westfälische Akademie der Wissenschaften und der Künste aufgenommen.
Ihre Forschung umfasst Themen der Naturphilosophie, Wissenschaftstheorie und Philosophie der Physik sowie der neuzeitlichen Metaphysik, Erkenntnistheorie und Philosophie der Technik.

## Publikationen
als Autorin
- Die Form der Materie. Zur Metaphysik der Natur bei Kant und Hegel. Athenäum, Frankfurt a. M. 1987. ISBN 978-3610092115
- Teilchenmetaphysik. Zur Realitätsauffassung in Wissenschaftsphilosophie und Mikrophysik. BI, Mannheim 1994. 2., überarbeitete Aufl.: Spektrum, Heidelberg 1995. ISBN 978-3411167814
- Kants Kosmologie. Die wissenschaftliche Revolution der Naturphilosophie im 18. Jahrhundert. Klostermann, Frankfurt a. M. 2000. ISBN 978-3465030065
- Wem dient die Technik? (hg. von der J.J.Becher-Stiftung Speyer). Nomos, Baden-Baden 2004. ISBN 978-3832906634
- Particle Metaphysics. A Critical Account of Subatomic Reality. Springer, Heidelberg 2007. ISBN 978-3540337317
- Mythos Determinismus. Wieviel erklärt uns die Hirnforschung? Springer, Heidelberg 2012. ISBN 978-3642250972

als Herausgeberin (Auswahl)
- (mit Lorenz Krüger :) Physik, Philosophie und die Einheit der Wissenschaften. Spektrum, Heidelberg 1995. ISBN 978-3860256893
- Erhard Scheibe: Between Rationalism and Empiricism. Selected Papers in the Philosophy of Physics. Springer, New York 2001. ISBN 978-0387985206
- Natur – Technik – Kultur. Philosophie im interdisziplinären Dialog. Mentis, Paderborn 2007. ISBN 978-3897855991